# Alexandr Pávlov (luchador)
Alexandr Valérievich Pávlov –en ruso, Александр Валерьевич Павлов– (Sovetsk, 9 de julio de 1973) es un deportista bielorruso que compitió en lucha grecorromana.
Participó en los Juegos Olímpicos de Atlanta 1996, obteniendo la medalla de plata en la categoría de 48 kg. Ganó una medalla de plata en el Campeonato Mundial de Lucha de 1994.

## Palmarés internacional
| Juegos Olímpicos   | Juegos Olímpicos         | Juegos Olímpicos | Juegos Olímpicos |
| Año                | Lugar                    | Medalla          | Categoría        |
| ------------------ | ------------------------ | ---------------- | ---------------- |
| 1996               | Atlanta (Estados Unidos) | Medalla de plata | 48 kg            |
| Campeonato Mundial |                          |                  |                  |
| Año                | Lugar                    | Medalla          | Categoría        |
| 1994               | Tampere (Finlandia)      | Medalla de plata | 48 kg            |